# Nail art
Le Nail Art ou « art de décorer les ongles », désigne les méthodes de maquillage des ongles, qui consistent à réaliser différentes décorations sur ceux-ci, en complément ou en remplacement d'une pose de vernis à ongles. Le terme anglais « Nail Art » peut être traduit par « Stylisme Ongulaire » dans les pays francophones. Le nail art peut être pratiqué sur ongles longs ou courts.

## Origines

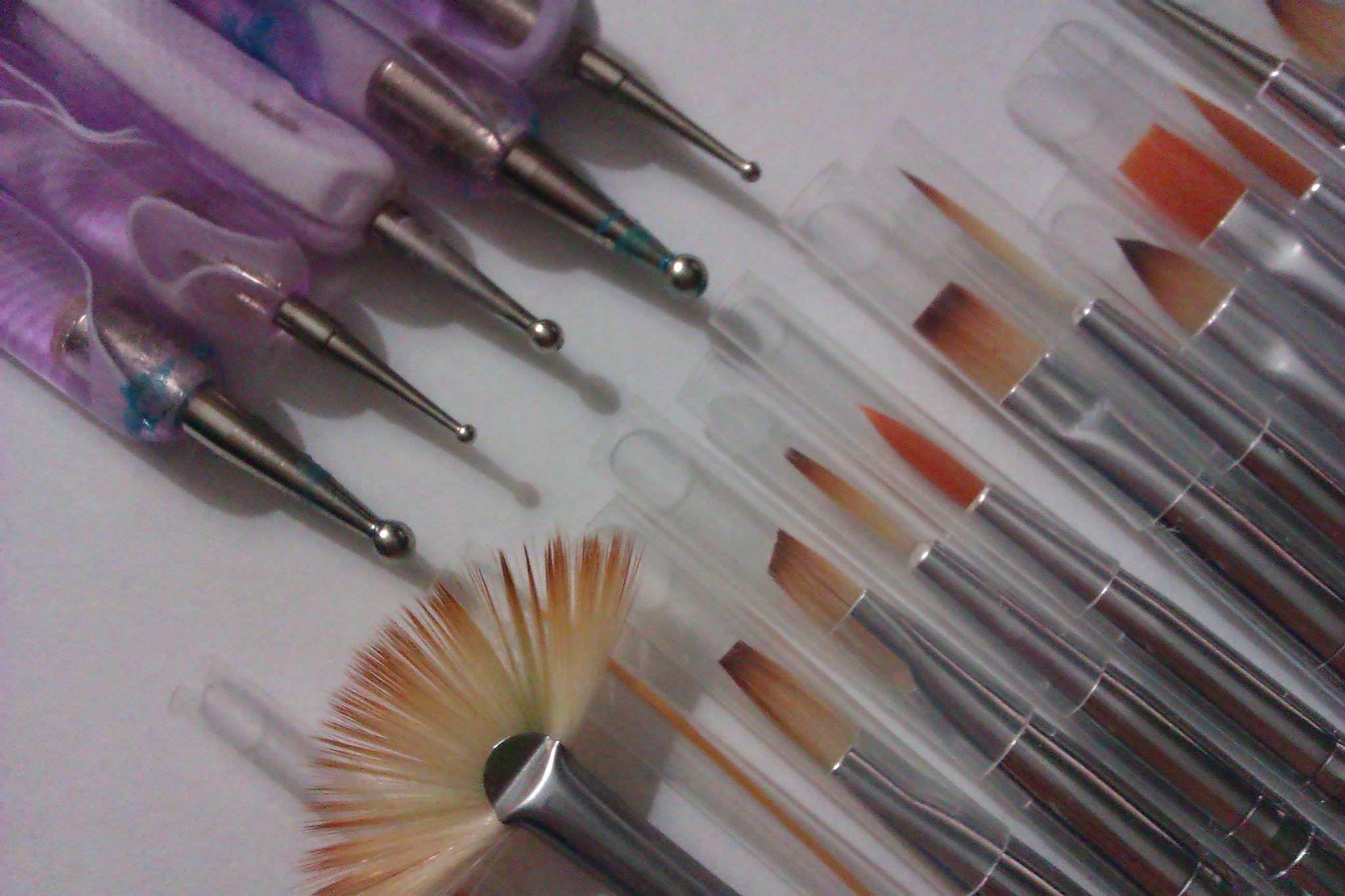
Pinceaux

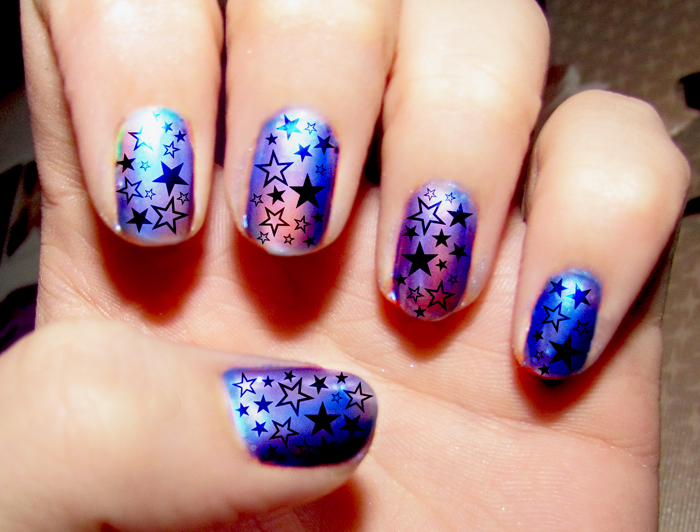

D’un point de vue historique, la décoration des ongles se retrouve chez plusieurs peuples antiques, notamment chez les Incas, qui pouvaient dessiner des aigles sur leurs ongles dans le cadre de participations à des rituels. Des traces archéologiques de préparations utilisées comme vernis à ongles ont été retrouvées en Chine, datant de la dynastie Ming.
Au XXe siècle, le développement industriel de nouvelles formules de vernis à ongles dans les pays occidentaux lance de nouvelles tendances ; les couleurs sont initialement vives mais assez limitées : corail, saumon, rouges plus ou moins vifs. La French manucure, répandue dans les années 1970, est un exemple de style de nail art.
C’est essentiellement grâce à l’utilisation d’Internet que cette pratique a su se développer à travers le monde entier, de l’Asie jusqu’à l’Europe, en passant par les États-Unis. Cette pratique esthétique est maintenant en voie d’expansion, et est désormais considérée comme une pratique globalement féminine.
Phénomène à la mode, cette pratique est également convoitée lors de tournages cinématographiques afin d’étendre le maquillage jusqu’au bout des ongles.

## Techniques
Différents accessoires peuvent être utilisés sur les ongles pour les décorer, tels que des strass, des autocollants, des paillettes (notamment en nacre) ou des feuilles métalliques. Plusieurs instruments permettent de procéder avec précision et minutie, la surface d’un ongle étant généralement restreinte : pinceaux fins (liners ou pinceaux de détails) ou plus épais (proches des pinceaux de maquillage), dotting tools (pour faire des points de tailles précises), pochoirs, tampons…
Les techniques empruntent à la fois au maquillage et à la peinture, avec la réalisation de dégradés à l'éponge (pour fondre les couleurs), les Water marble (proche de la méthode de réalisation du papier marbré), le one stroke, ou l’application de motifs en relief.

## Innovations
Les principaux ingrédients du Nail Art sont le vernis et la peinture acrylique, mais pas seulement. Certaines marques essaient d’innover en créant de nouvelles sortes de vernis, ayant des effets de plus en plus surprenants :
- nouvelles textures : les textures « caviar », ou encore « velvet » (velours) font leur apparition : elles consistent en l'ajout de microbilles ou de poudre velours sur du vernis encore frais. Les vernis texturisés ont un effet « sable » du fait de la présence de particules dans le vernis ;
- vernis tranzitions : vernis ayant une apparence normale lors de l’application, jusqu’à ce que l’on y ajoute une goutte de vernis « Top Coat »[2]. L’endroit atteint par la goutte de Top Coat prendra une teinte plus foncée. Cela permet de réaliser des effets et formes originaux en quelques secondes ;
- vernis holographiques : puisqu’ils contiennent des particules holographiques, lorsque ces vernis sont exposés à la lumière, un effet d’« arc-en-ciel » apparaît ;
- vernis photochromiques : vernis qui changent de couleur selon l'exposition aux rayons ultraviolets. Ils seront de couleurs différentes à l'ombre ou au soleil ;
- vernis thermochromiques : vernis qui changent de couleur selon la température ; Exposition au chaud ou au froid, ou encore « dégradé » à température ambiante du fait que la plaque de l'ongle est plus chaude que le bord libre.
- vernis matifiant : ces vernis permettent de transformer une couche de vernis scintillant en  un rendu mat ;
- vernis craquelé : ces vernis s’appliquent obligatoirement sur une base de vernis basique. Lors de son application, le vernis se disperse et donne un effet de craquellement ;
- vernis magnétique : des aimants étant incrustés dans le bouchon du vernis, il suffit d’appliquer une couche de celui-ci sur l’ongle ; en exposant l’aimant face à l’ongle vernis, un effet apparaît ; il existe plusieurs formes d’effets, dépendant de la forme de l’aimant ;
- vernis permanent : comme son nom l’indique, le vernis permanent a pour rôle de tenir plus longtemps que les vernis basiques. Il existe également des vernis semi-permanent, permettant d’avoir des ongles vernis durant environ 2 semaines et demie.

## Réalisation
Le Nail Art se pratique aussi bien sur les ongles naturels que sur les faux ongles. Aussi, il est important, pour avoir de beaux ongles et un bon rendu Nail Art d’appliquer au préalable une base traitante de vernis, ainsi qu’un Top Coat qui permettra de faire briller le vernis et de faire perdurer sa tenue sur ongles naturels.
Depuis les années 1970 se développent, d’abord aux États-Unis, puis ailleurs dans le monde, le concept de nail bar (ou onglerie), établissement proche d’un institut de beauté et proposant des prestations centrées sur les ongles (manucure, pédicure, soins) pouvant inclure du nail art.